# Yuri Berchiche
Yuri Berchiche Izeta, född 10 februari 1990 i Zarautz, är en spansk fotbollsspelare som spelar för Athletic Bilbao.

## Klubbkarriär
Den 7 juli 2017 värvades Berchiche av Paris Saint-Germain, där han skrev på ett fyraårskontrakt. Berchiche debuterade i Ligue 1 den 25 augusti 2017 i en 3–0-vinst över Saint-Étienne, där han byttes in i den 80:e minuten mot Layvin Kurzawa.
Den 2 juli 2018 värvades Berchiche av Athletic Bilbao, där han skrev på ett fyraårskontrakt. I oktober 2021 förlängde Berchiche sitt kontrakt fram till 2024. I mars 2024 förlängde han sitt kontrakt med ett år med option på ytterligare ett år.